# 雅各·法瑞爾
雅各·高頓·法瑞爾（英語：James Gordon Farrell，1935年1月23日—1979年8月11日）是愛爾蘭歷史小説作家。

## 生平
雅各·法瑞爾生於英格蘭利物浦，父母皆是愛爾蘭人。父親在利物浦擔任會計師的經理，經常到遠東地區和印度。母親曾在愛爾蘭受教育，並且帶法瑞爾全家在1945年搬移到愛爾蘭。
1950年代，法瑞爾去加拿大旅行七個月，而實行職業。返回加拿大後，他開始進去布拉斯諾茲學院和牛津大學研究法律學。他在大學的期間間，並十分熱中於運動。
1956年9月28日，法瑞爾在玩橄欖球時，似乎受到傷害，但幾天後很明顯的出現重病症狀，被送往醫院，經過診斷之後發現他患小兒麻痹症，當時因不確定是否能活下來的狀況下，他接受了物理治療，試圖減少損失。但一直無法恢復他體力或兵力，這疾病影響他一輩子。
他的病被醫治後，在1956年秋季時，法瑞爾又回去布拉斯諾茲學院入學，研讀法語和西班牙語。但因他的殘廢，他只能慢慢地學習，研考對他來說變很困難。到了1960年，他終於畢業，不久他就搬移到法國擔任教師。其受到小兒麻痹症之經驗影響，法瑞爾開始寫痛苦及一連串暗淡的小說。
他最著名的作品是他的《帝國系列》：《患難》、《克里希納普圍城記》與《新加坡控制》（The Singapore Grip），所有這些作品都是攻擊和對付英國殖民統治。在1973年時，《奎許納埠之圍》榮獲了布克獎。1979年，法瑞爾在出海釣魚時因遭逢大浪而溺斃，在這場風暴中也造成十七人死亡。《患難》在1988年被改編成同名電影，由克里斯多福·摩拉罕執導。

## 主要作品
- A Man From Elsewhere (1963年)
- The Lung (1965年)
- A Girl in the Head (1967年)

帝國系列：
- 《患難》/Troubles 1970年)
- 克里希納普圍城記/The Siege of Krishnapur (1973年)
- 新加坡控制/The Singapore Grip (1978年)
- The Hill Station (1981年)

## 獎項
- 1970年布克奖－《患难》。
- 1973年费伯纪念奖－《患难》。
- 1973年布克奖－《克里希納普圍城記》。